# Uljanowskoje (Kalmückien)
Uljanowskoje (russisch Ульяновское, vormals deutsch Deutsch-Chaginsk) ist ein Dorf sieben Kilometer südlich von Jaschalta in Kalmückien. Das Dorf gehört zum Rajon Jaschalta und liegt am Fluss Khagin-Sala.

## Ortsname
Vor 1949 trug das Dorf den Namen Deutsch-Chaginsk. Die Quellen enthalten verschiedene Varianten des Dorfnamens: Хагинское Немецкое, Дейч-Хагинск, Хагинская Vor 1924 wurde auch der Name „Kronental“ verwendet.

## Geschichte
Das Dorf wurde 1878 als Dorf Deutsch-Chaginskoje (Немецко-Хагинское) im Gouvernement Stawropol von Bessarabiendeutschen gegründet die teils aus der Kolonie Belowesch im Gouvernement Tschernigow hierher gezogen waren. Ursprünglich gehörte der Ort zur Gemeinde Nowo-Jegorlik, danach wurde der Ort eine unabhängige Gemeinde. Das Dorf gehörte zur lutherischen Gemeinde Stawropol.
In den 1920er Jahren wurden mehrere neue deutsche Siedlungen angelegt wie z. B. Neufeld, Reinfeld, Schönborn, Schönfeld, Friedenthal, Shinturl, Rosenthal Bis 1924 wurde auch der Name Kronental verwendet.
Im September 1929 wurde im Dorf der Bauernhof „Neue Welt“ gegründet. In der Folge wurden 3 Kolchosen gegründet – Rosa Luxemburg, Karl Marx und Molotow. 1938 wurde das Dorf in den Jaschalta ulus der kalmückischen ASSR aufgenommen.
Am 28. August 1941 erging ein Erlass des Präsidiums des Obersten Sowjets der UdSSR über die Umsiedlung der Wolgadeutschen. Am 20. Oktober 1941 lebten 2.386 Deutsche in dem Dorf. Am 28. Dezember 1943 wurden auch Kalmücken deportiert. Durch den Erlass des Präsidiums des Obersten Organs der UdSSR vom 27. Dezember 1943 „Über die Liquidierung der kalmückischen ASSR und die Bildung des Gebiets Astrachan als Teil der RSFSR“, sowie anderer Siedlungen des Jaschalta ulus von Kalmückien wurde das Dorf in die Struktur des Rostower Gebiets einbezogen. Im August 1949 wurde das Dorf Nem-Khagin (so in der Quelle) in  Uljanowskoje umbenannt.
Erst 1956 wurden die Bewegungsbeschränkungen für Kalmücken abgeschafft. Im Jahr 1957 wurde das Dorf an die neu gegründete autonome Republik Kalmückien zurückgegeben. Erst 1968 wurden die Deutschen rehabilitiert, und noch später, 1974, wurde die Kommandantur aufgehoben. Nach dem Zusammenbruch der UdSSR emigrierten die meisten Deutschen.

## Physikalische und geographische Begebenheiten
Das Dorf liegt in der nordwestlichen Peripherie der Hochebene von Stawropol am rechten Ufer des Flusses Hagin-Sala, auf einer Höhe von 28 Metern über dem Meeresspiegel. Das Gelände ist flach, leicht abfallend in Richtung des Flusses. Am Fluss gibt es mehrere Teiche.
Die Entfernung nach Elista, der Hauptstadt Kalmückiens, beträgt auf der Straße 210 km, zur nächsten Stadt Gorodikowsk 44 km und zum Bezirkszentrum Jaschalta 7 km. Das Dorf wird von der Regionalstraße Gorodowikowsk – Jaschalta durchquert.

## Klima
Das Klima ist gemäßigt kontinental (nach der Köppen-Geiger-Klassifikation). Die Jahresdurchschnittstemperatur liegt bei + 10,2 °C, die Durchschnittstemperatur im kältesten Monat Januar bei 3,8 °C und im heißesten Monat Juli bei + 24,0 °C. Der berechnete Langzeitniederschlag beträgt 438 mm. Der geringste Niederschlag fällt im Februar und März.

## Soziale Infrastruktur
In Uljanowskoje gibt es ein Kulturhaus, eine Bibliothek, mehrere Geschäfte. Die Bewohner der Siedlung erhalten die Mittelschulbildung an der Uljanowsker Hauptschule.  Die nächstgelegene Notaufnahme befindet sich im Dorf Jaschalta. Das Dorf ist elektrifiziert und vergast, und es gibt ein zentralisiertes Wasserversorgungssystem. Die Abwasserentsorgung erfolgt über Grubenlatrinen.